# ディズニー・ゴールデン・オークランチ
ディズニー・ゴールデン・オークランチ（英: Disney's Golden Oak Ranch）は、アメリカのカリフォルニア州にある、ウォルト・ディズニー・カンパニー（ウォルト・ディズニー・スタジオ）が所有する映画スタジオである。

## 概要
この映画スタジオは1959年にウォルト・ディズニーよって300,000ドルで購入された。広さは約128ヘクタールである。
2009年10月29日にウォルト・ディズニー・カンパニーは、 ディズニー・ABCスタジオはオークランチ内の複数の映画スタジオは、合計のため閉鎖した。

## スタジオの火災
2017年6月25日にオークランチにて火災を受け、308ヘクタールの土地に被害があった。そのため、映画撮影に使用していたた3つの建物も崩壊した。